# Rue de Perpignan
La rue de Perpignan est une ancienne rue de Paris, disparue à la fin des années 1860. Elle était située dans l'ancien 9e arrondissement (actuel 4e arrondissement), quartier de la Cité, sur l'île de la Cité.

## Situation
Cette rue qui commençait rue des Marmousets-Cité et finissait rue des Trois-Canettes était située dans l'ancien 9e arrondissement, puis dans le 4e arrondissement après 1859.
Les numéros de la rue étaient noirs. Le dernier numéro impair était le no 11 et le dernier numéro pair était le no 12.

## Origine du nom
La rue tiendrait son nom du jeu de paume dit de Perpignan, qui était situé en face.

## Historique
En 1203 et 1235, elle est nommée « Cherauri », puis en 1241 « vicus de Carro Aurici » et « rue Charauri ».
Elle est citée dans Le Dit des rues de Paris de Guillot de Paris sous la forme « rue Charoui ».
En 1370, elle devient la « rue Champron »; en 1399 « rue Champrose, vis-à-vis le jeu de paume de Perpignan » ; en 1482 la « rue de Champourri ».
Par la suite, elle prend successivement les noms de « rue de Champrousiers », « rue des Champs-Rousiers », « rue du Champ-Flori », « rue de Champrosy » et enfin « rue de Perpignan ».
Elle est citée sous le nom de « rue de Parpignan », dans un manuscrit de 1636.
En 1702, la rue qui fait partie du quartier de la Cité possède 11 maisons et 2 lanternes.
Cette rue disparait lors des transformations de Paris sous le Second Empire afin de permettre la reconstruction de l'Hôtel-Dieu de Paris sur son site actuel.